# Alijah Martin
Alijah Randall Edwin Martin, né le 26 décembre 2001 à Summit dans le Mississippi, est un joueur américain de basket-ball évoluant au poste d'arrière et mesurant 1,87 m.

## Biographie

### NBA
Alijah Martin est sélectionné en trente-neuvième position par les Raptors de Toronto lors de la draft 2025 de la NBA.
Début juillet 2025, il s'engage avec les Raptors via un contrat two-way.

## Statistiques
| Saison    | Équipe           | Matchs | Titul. | Min./m | % Tir | % 3pts | % LF | Rbds/m. | Pass/m. | Int/m. | Ctr/m. | Pts/m. |
| --------- | ---------------- | ------ | ------ | ------ | ----- | ------ | ---- | ------- | ------- | ------ | ------ | ------ |
| 2020-2021 | Florida Atlantic | 21     | 2      | 9.2    | .471  | .349   | .615 | 2.4     | .8      | .4     | .1     | 4.2    |
| 2021-2022 | Florida Atlantic | 33     | 33     | 29.2   | .458  | .400   | .753 | 5.3     | 1.5     | 1.6    | .4     | 13.9   |
| 2022-2023 | Florida Atlantic | 36     | 21     | 26.4   | .438  | .372   | .788 | 5.3     | 1.4     | 1.0    | .3     | 13.4   |
| 2023-2024 | Florida Atlantic | 34     | 30     | 30.6   | .414  | .338   | .750 | 5.9     | 1.6     | 1.6    | .3     | 13.1   |
| 2024-2025 | Florida          | 38     | 36     | 30.4   | .452  | .350   | .761 | 4.5     | 2.2     | 1.5    | .2     | 14.4   |

## Palmarès et distinctions individuelles

### Universitaires
- Champion NCAA (2025)
- First-team All-C-USA (2023)
- Second-team All-AAC (2024)
- Third-team All-C-USA (2022)
- C-USA tournament MVP (2023)